# Lago Samilpo
El lago Samilpo es un lago de agua dulce de 80 hectáreas, localizado en el sureste de la provincia de Kangwon, Corea del Norte.

## Descripción
Se encuentra a unos 2 kilómetros de la costa del Mar del Japón y a 9 km al noroeste de la frontera con Corea del Sur. Es uno de los monumentos naturales designados por Corea del Norte. Con sus alrededores de bosques templados latifoliados y mixtos, el lago Samilpo también ha sido identificado por BirdLife International como un Área Importante para las Aves (IBA) de 16 hectáreas. Alberga durante el invierno poblaciones de aves acuáticas y humedales. Las especies que habitan el lago incluyen gansos cisne, gansos grandes de frente blanca, cisnes mudos, cisnes cantores y grullas de corona roja.